# Ošljačka saga
Ošljačka saga, hrvatski dokumentarni film iz 2016. godine scenaristice Tanje Kanceljak. Naslovljen je po najpoznatijoj pjesmi o Ošljaku, Ošljačkoj sagi. Tema filma je preostalih 15 stanovnika otoka Ošljaka. Prikazani su ljudi koje je Davor Valčić iz sastava Postolar Tripper opjevao u svojim pjesmama, no premda pjevaju u dijalektu, Postolari nisu odabrali tipičan dalmatinski izričaj nego reagge, salsu, rap, ska... Film je uz priču o otoku i glazbena priča u kojoj gledatelj prati život na jednom malom otoku.

## Vanjske poveznice
- Službeni trailer Ošljačke sage HRT-ov kanal na YouTubeu